# Johann Hari

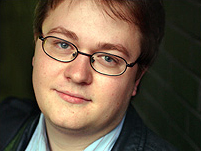
Johann Hari (2003)

Johann Hari (* 21. Januar 1979 in Glasgow) ist ein britisch-schweizerischer Journalist, Schriftsteller, Kolumnist und Podcaster.

## Leben und Werk

### Frühe Karriere
Johann Hari wuchs in London als Sohn eines Schweizers und einer Schottin auf und besuchte dort das Woodhouse College. Danach studierte er Politik- und Sozialwissenschaft am King’s College in Cambridge und schloss beide Studiengänge mit Auszeichnung ab (double first).
Als Journalist schrieb Hari längere Zeit Kolumnen für die britische Tageszeitung The Independent und publizierte überdies in der Huffington Post, der New York Times, der Los Angeles Times, der New Republic, der Nation, dem Le Monde, dem El País, dem Sydney Morning Herald und der Ha'aretz. Auf BBC Two trat er regelmäßig als Kunstkritiker auf, und für das Magazin Slate schrieb er Buchkritiken.
2009 wurde er vom Daily Telegraph als einer der einflussreichsten britischen Linken bezeichnet. So veröffentlichte er beispielsweise am 28. Januar 2009 im Independent einen Artikel, in dem er davor warnte, dass religiöse Organisationen zunehmend das in der UN-Menschenrechtscharta verankerte Recht auf Meinungsfreiheit aushöhlen würden. Dieser Artikel wurde am 5. Februar 2009 von der (englischsprachigen) indischen Tageszeitung The Statesman nachgedruckt, woraufhin die beiden verantwortlichen Redakteure Ravindra Kumar und Anand Sinha wegen „bewusster und bösartiger Handlungen zur Verletzung religiöser Gefühle“ in Kalkutta vor Gericht gestellt wurden.
Haris Argumentationen und Kommentare zu zeitgeschichtlichen und politischen Vorgängen werden oft adaptiert und weiterverwendet. So äußerte er sich zum Beispiel am 5. Februar 2003 im Independent zum Heraufziehen des Irakkrieges:

„We should be marching in the streets […] to secure a guarantee from Blair and Bush that after the conflict we will stay and help its people to build a peaceful, federal, democratic Iraq.“

Diese „moralische“ Argumentation wurde von dem damaligen britischen Premierminister Tony Blair übernommen, als er auf einem strittigen Europa-Gipfel zu Beginn des Krieges bemerkte, dass sich trotz der Meinungsverschiedenheiten zumindest alle auf die Notwendigkeit eines westlichen „Wiederaufbaus“ im Irak einigen könnten, und er dasselbe (wie Hari) forderte.

### Plagiatsvorwürfe
Die Zusammenarbeit mit der britischen Tageszeitung The Independent wurde im Juli 2011 eingestellt, nachdem Plagiatsvorwürfe gegen Hari erhoben worden waren. In der Folge räumte Hari ein, dass er in Interviews Textpassagen aus anderen Interviews sowie aus Büchern verwendet und diese so in seine Texte eingebaut habe, als wären diese Aussagen ihm direkt mitgeteilt worden. Den Vorwurf, er habe Zitate in Reportagen erfunden, wies er aber zurück. Im gleichen Jahr wurde auch enthüllt, dass er in der Wikipedia als Sockenpuppe agiert hatte. Er bestätigte daraufhin, dass er Wikipedia-Artikel über Kritiker seiner Arbeit manipuliert habe. Infolge der Vorwürfe gab Hari den 2008 erhaltenen Orwell Prize zurück.

### Spätere Karriere
In der Folgezeit konzentrierte sich Hari auf das Schreiben von Büchern.
Mehrheitlich positive Reaktionen erhielt sein Buch Chasing the Scream: The First and Last Days of the War on Drugs (2015; deutsch Drogen: Die Geschichte eines langen Krieges). Themen sind die Geschichte und die Auswirkungen der Drogenkriminalisierung sowie die Forderung nach einer neuen Drogenpolitik. Basierend auf dem Buch entstand der Spielfilm The United States vs. Billie Holiday (2021).
Auf geteilte Reaktionen stieß sein – von eigenen Erfahrungen ausgehendes – Buch Lost Connections: Uncovering the Real Causes of Depression – and the Unexpected Solutions (2018; deutsch Der Welt nicht mehr verbunden. Die wahren Ursachen von Depressionen – und unerwartete Lösungen). So wies der Neurowissenschafter Dean Burnett darauf hin, dass Hari teilweise seit Jahrzehnten Bekanntes wie die Biopsychosoziale Medizin als eigene Entdeckungen präsentiere und dass er das medizinische, psychiatrische und wissenschaftliche Establishment als schattenhafte monolithische Organisation, die in der Nähe der Drogenindustrie stehe, darstelle.

## Auszeichnungen (Auswahl)
- Amnesty International Newspaper Journalist of the Year 2007, verliehen für seine Berichte über den Kongokrieg

## Publikationen (Auswahl)

### Kolumnenbeiträge
- Ethnische Säuberung zurück auf Israels Agenda. Dt. Übers. von Ellen Rohlfs auf dem Informationsportal Nahostkonflikt Israel Palästina; engl. Originalversion erschienen in: The Independent, London, 13. November 2006 (dt. Übers. als PDF-Datei online verfügbar; PDF; 19 kB)
- We need to stop being such cowards about Islam. In: The Independent, London, 14. August 2008 (englisch; auf dem Informationsportal Humanistischer Pressedienst als dt. Übers. von Andreas Müller vom 19. September 2008 online verfügbar).
- Despite the Riots and Threats, I Stand By What I Wrote. In: The Huffington Post, 12. Februar 2009 (englisch; bei der Onlinezeitung Huffington Post online verfügbar)

### Bücher
- God Save the Queen? Monarchy and the Truth about the Windsors. Icon, Cambridge 2002, ISBN 1-84046-401-1. (englisch)
- Chasing the Scream: The First and Last Days of the War on Drugs. Bloomsbury, London 2015, ISBN 978-1-620-408902.
  - Drogen: Die Geschichte eines langen Krieges. S. Fischer, Frankfurt am Main 2015, ISBN 978-3-10002-442-8.
- Lost Connections: Uncovering the Real Causes of Depression – and the Unexpected Solutions. Bloomsbury, London 2018, ISBN 978-1-40887-868-2.
  - Der Welt nicht mehr verbunden. Die wahren Ursachen von Depressionen – und unerwartete Lösungen. HarperCollins, Hamburg 2019, ISBN 978-3-95967-268-9.
- Stolen Focus. Why You Can’t Pay Attention – and How to Think Deeply Again. Crown-Verlag, New York 2022, ISBN 978-0-593-13851-9